# Leucopis hennigrata
Leucopis hennigrata är en tvåvingeart som beskrevs av Mcalpine 1978. Leucopis hennigrata ingår i släktet Leucopis och familjen markflugor.
Artens utbredningsområde är Tyskland. Inga underarter finns listade i Catalogue of Life.